# Rocco Milde
Rocco Milde (* 8. Juni 1969 in Pirna) ist ein ehemaliger deutscher Fußballspieler und -trainer.

## Sportliche Laufbahn

### Vereinskarriere
Über die Jugendmannschaften der BSG Wismut Pirna-Copitz und der SG Dynamo Dresden gelangte der Offensivspieler Milde 1987 als 18-Jähriger in den Oberligakader der Dresdner Dynamos, mit dem er die DDR-Meisterschaften 1988/89 und 1989/90 feiern konnte. Bereits 1984 war er mit Dynamo Dresden auf Schülerebene DDR-Champion geworden. Milde gelang dabei das Siegtor beim 1:0-Endspielsieg gegen den BFC Dynamo.
Am Gewinn des FDGB-Pokals 1990 war er mit zwei Pokaleinsätzen beteiligt, wurde aber im Endspiel gegen den Zweitligisten PSV Schwerin nicht eingesetzt. In der Wendesaison spielte er neben Partien für die Oberligaelf und das Nachwuchsoberligateam der SGD im Rahmen einer Gastspielgenehmigung auch in der zweitklassigen Liga im Frühjahr 1990 für den FC Stahl Riesa und zuvor im Herbst 1989 für die TSG Meißen. Diese Gemeinschaft hatte im Sommer 1989 den freigewordenen Startplatz der SG Dynamo Dresden II, mit der Milde 1986/87 im höherklassigen Männerbereich des DDR-Fußballs debütiert hatte, in der Ligastaffel B übernommen.
Im Zuge der Deutschen Wiedervereinigung wechselte Milde 1990 zum westdeutschen Bundesligisten VfL Bochum, mit dem er 1992/93 nach drei Toren in insgesamt 52 Bundesliga-Spielen in die 2. Bundesliga abstieg. Dort kam Milde noch zweimal für den VfL zum Einsatz, bevor er zur Winterpause der Saison 1993/94 zum Ligakonkurrenten Hannover 96 wechselte und sich nach drei Toren in 17 Einsätzen für Hannover zur Folgesaison Hansa Rostock anschloss. Mit neun Toren in 21 Einsätzen hatte Milde daraufhin Anteil am Aufstieg der Hanseaten in die Bundesliga, konnte sich mit weiteren 16 Einsätzen (ein Tor) in der Bundesliga-Saison 1995/96 jedoch nicht dauerhaft etablieren.
Im Jahre 1996 kehrte Milde zum mittlerweile in der Regionalliga antretenden 1. FC Dynamo Dresden zurück, für den er in 56 Einsätzen bis 1998 27 Tore erzielte. Im Anschluss wechselte Milde zum Zweitligaabsteiger FSV Zwickau, für den er eineinhalb Saisons in der Regionalliga Nordost spielte. Ab Dezember 1999 war er für den Dresdner SC, mit dem er sich 2000 als Vize-Meister der Regionalliga Nordost für die neu eingeführte Regionalliga Nord qualifizierte. Für den Dresdner SC erzielte Milde in zwei Jahren zehn Tore in 42 Partien, bevor er im Winter 2001/02 erneut zu Dynamo Dresden zurückkehrte. 2003 bis 2006 ließ Milde seine aktive Karriere beim Nachfolger seines einstigen Jugendvereins, dem VfL Pirna-Copitz, ausklingen.

### Auswahleinsätze
Für die U-16-EM 1985 war Rocco Milde in der engeren Auswahl der DFV-Auswahltrainer für den Endrundenkader. Am 4. Platz, den die DDR-Jugendauswahl im Mai in Ungarn errang, war der Dresdner dann nicht auf dem Platz beteiligt.
Im Herbst 1989 wurde der Dresdner Offensivspieler in der U-21-Auswahl der DDR aufgeboten. Zuvor hatte er bereits siebenmal das Trikot der DDR-Juniorennationalelf getragen und mit dieser 1986 in Nordkorea den 2. Platz bei den Jugendwettkämpfen der Freundschaft belegt.

## Trainerlaufbahn
Von 2006 bis 2008 war Milde Assistenztrainer des Oberligisten SC Borea Dresden.

## Trivia
Rocco Milde war am 14. November 1989 der letzte Torschütze der U-21-Nationalmannschaft der DDR, die in der EM-Qualifikation mit 1:0 gegen Österreich schaffte, aber den Sprung ins Viertelfinale als Zweiter der Gruppe 3 hinter der UdSSR nicht packte. Rocco Milde machte sich nach der Karriere mit Bowlingcentern in Meißen und Dresden selbstständig. Sein Sohn Paul Milde ist ebenfalls Fußballprofi.